# Аоба (остров)
Аоба (англ. Aoba,  Ambae) — остров вулканического происхождения в архипелаге Новые Гебриды в Тихом океане. Административно входит в состав провинции Пенама государства Вануату.

## География
Остров Аоба расположен в северной части архипелага Новые Гебриды в Тихом океане, между островом Эспириту-Санто, лежащим к западу, и островом Маэво, лежащим к северо-востоку; к юго-востоку расположен остров Пентекост. Аоба — один из крупнейших островов архипелага. Общая площадь суши составляет около 402 км².
Остров имеет вулканическое происхождение и представляет собой щитовидный вулкан гавайского типа. Вулкан, носящий название Манаро (его объём составляет около 2500 км³, высота — 1496 м), является самым массивным и самым опасным на Новых Гебридах. На верхней части Манаро расположен пирокластический конус, в котором находятся три кратерных озера: Манаро-Лакуа (площадь — 170 га), Манаро-Нгору (площадь — 15 га), Вуи (площадь — 150 га). В юго-восточной части озера Манаро-Лакуа и на озере Вуи существуют термальные зоны с горячими источниками, гейзерами и фумаролами. Вода озера Вуи имеет горьковатый привкус и отличительный зелёный цвет.
На острове отсутствуют постоянные реки, однако население редко страдает от дефицита воды.
Климат на Аоба влажный тропический с незначительными сезонными колебаниями. Среднегодовая температура на побережье составляет 30 °C, на кальдере — 23 °C. Среднегодовое количество осадков варьируется от 2500 до 3500 мм дождя. Сезон дождей длится с ноября по апрель.

## История
Острова Вануату были заселены примерно 2000 лет назад в ходе миграции населения через Соломоновы острова из северо-западной части Тихого океана и Папуа — Новой Гвинеи. Колонизация островов осуществлялась в ходе длительных морских плаваний на больших каноэ, которые могли вместить до 200 человек.
Остров Аоба был открыт 23 мая 1768 года французским путешественником Луи Антуаном де Бугенвилем. Местные жители враждебно встретили мореплавателя: с камнями и стрелами. После этого события почти в течение столетия европейцы не высаживались на острове.
В марте 1906 года Аоба, как и другие острова Новых Гебрид, стали совместным владением Франции и Британии, то есть архипелаг получил статус англо-французского кондоминиума.
Пик христианизации местных жителей относится к 1930-м годам. Большинство островитян, проживавших в западной части Аоба, стали приверженцами Церкви Христа, а восточной — англиканской церкви.
30 июня 1980 года Новые Гебриды получили независимость от Великобритании и Франции, и остров Аоба стал территорией Республики Вануату.

## Население

### Общая характеристика
В 2009 году численность населения Аоба составляла 10 407 человек. На острове расположена административный центр провинции — город Саратамата. Имеются три взлётно-посадочные полосы, используемые компанией Эйр Вануату: в Валахе, Редклифе и Лонгане.

### Языки
Основными языками общения на острове являются бислама, французский и английский, хотя также используются местные языки:
- восточный амбаэ (5000 носителей в 1991 году; имеет около 15 диалектов),
- западный амбаэ (4500 носителей в 1983 году; распространён в западной части Аоба)[11].

### Социальная организация
Общество в восточной части Аоба экзогамное, матрилинейное. Родившиеся дети приписываются к клану, в котором родилась мать. Тем не менее кланы не играют ключевую роль в общественной организации жителей. В западной части острова господствует единокровная система родства. В повседневной жизни островитян основной единицей общности людей является деревня.
Бигмены (или люди, стоявшие в центре субсоциорных персонализированных систем) восточной части Аоба занимали высшее положение в обществе с тщательно разработанной системой социальной иерархии, при которой каждый человек занимал определённое положение в обществе. Основной политической единицей в этой части острова был сообщество родственников, в котором лидер мог властвовать на регулярной основе.
В западной части Аоба основными политическими единицами были деревни и группы деревень, однако решающую роль в обществе играла церковь.

## Экономика
Местная экономика представляет собой бартерную экономику, основанную на натуральном товарообмене. Основная сфера производства — сельское хозяйство, а основная товарная культура — кокосовая пальма, из плодов которой производят копру (хотя жители также выращивают какао). Значительная часть островитян работает в государственном секторе.
Островитяне занимаются натуральным сельским хозяйством, разводят сады. В основном выращивают таро, бананы, ямс и маниок. В отличие от других островов Вануату рыболовство на острове не играет ключевой роли.
На Аоба расположены два почтовых отделения, банки в поселениях Лоловаи и Ндуиндуи. Существует регулярное авиасообщение с другими островами страны.